# Brugstyveri
Brugstyveri eller ulovlig brug foreligger, når en person uberettiget bruger en "rørlig ting", der tilhører en anden. Det behandles i den danske straffelov i § 293 og § 293a.
Ulovlig brug adskiller sig fra straffelovens bestemmelse om tyveri, ved at der ikke stilles krav om tilegnelse eller vinding. Der er altså ikke noget krav om at gerningsmanden efter handlingen skal betragte tingen som sin egen. Hvis en ting således alene tages med henblik på midlertidig brug, er gerningen ikke tyveri, men ulovlig brug. Det gælder også, selvom tingen ikke bringes tilbage til der hvor den blev taget fra.
Eksempel på brugstyveri:
- En person som skal til punkt B bryder låsen op på en tilfældig cykel, kører til punkt B og efterlader cyklen der.

Straffeloven (pr. 2015)
"§ 293. Den, som uberettiget bruger en ting, der tilhører en anden, straffes med bøde eller fængsel indtil 1 år, medmindre forholdet er omfattet af § 293 a. Under skærpende omstændigheder, navnlig når tingen ikke bringes tilbage efter brugen, kan straffen stige til fængsel i 2 år.
Stk. 2. Den, der uberettiget hindrer en anden i helt eller delvis at råde over ting, straffes med bøde eller fængsel indtil 1 år. Straffen kan stige til fængsel i 2 år, hvor der er tale om overtrædelser af mere systematisk eller organiseret karakter, eller der i øvrigt foreligger særligt skærpende omstændigheder."